# Сорочино (Ушачский район)
Соро́чино (бел. Саро́чына) — деревня в Ушачском районе Витебской области Белоруссии, административный центр Сорочинского сельсовета.
Расположена на пересечении автодорог Полоцк-Лепель и Ушачи-Улла, в 35 км от города и железнодорожной станции Полоцк, в 140 км от Витебска, в 10 км от Ушач.

## История
Впервые упоминается в 1495 г. как имение, владение княгини Ивановой Тучиной в составе Полоцкого воеводства. В 1665 г. имение принадлежало Щитам. В этот период в имении существовала православная церковь. В XIX в. — центр имения Антибор (Сорочино) в Лепельском уезде Витебской губернии. Согласно ревизии 1833 г., в имении 214 крестьянских душ, владение помещика И. Корсака. В состав имения входили деревни Сорочино, Славени, Красовщина. Согласно инвентаря 1846 г., в Сорочино было 6 дворов, 80 жителей.
В 1854 г. построена деревянная православная церковь Архистратига Михаила. В церкве почиталась икона Сорочинской Божией Матери. Проводился крестный ход в день Вознесения Господня из Апанасковичской церкви в Сорочинскую. В Сорочино в день Вознесения Господня проводилась ярмарка.
В 1876 г. это владение помещика М. Корсака. В 1886 г. — село, 11 дворов, 80 жителей, православная церковь.
В начале XX в. Сорочино относилось к Апанасковичскому православному приходу церкви Святого Духа. В 1905 г. в селе 16 дворов, 100 жителей, в имении 1 двор, 12 жителей. В 1910 г. в селе была открыта земская школа, на базе которой в 1918 г. была создана школа 1-й ступени, в 1924 г. здесь обучались дети из 11 близлежащих населённых пунктов.
С 20 августа 1924 г. — центр Сорочинского сельсовета Ушачского района. Согласно переписи 1926 г., деревня, 17 дворов, 95 жителей, хутор, 7 дворов, 39 жителей и имение, 5 дворов, 95 жителей. В 1930 г. создан колхоз.
В 1941 г. 20 дворов, 80 жителей. В Великую Отечественную войну 2 сорочинца погибли на фронте, 5 — в партизанах..

## Достопримечательности
- Обелиск в память погибших во время Великой Отечественной войны земляков (1966)
- Памятник природы Сорочинский валун (1,5 км на север от деревни)
- Культовый источник «сорочинский родник»

### Утраченные
- Православная церковь Святого Архангела Михаила (1854)

## Население
- 1833 г. — 214 жителей
- 1941 г. — 80 жителей
- 2001 г. — 276 жителей[4]
- 2019 г. — 183 жителя[1].

## Предприятия и организации
В Сорочино находятся базовая школа, библиотека, отделение связи, Дом культуры, фельдшерско-акушерский пункт, Сорочинское лесничество ГЛХУ «Ушачский лесхоз», Коммунальное унитарное сельскохозяйственное предприятие Витебской области «Ореховно» (КУСХП «Ореховно»), Частное производственное унитарное предприятие «Сорочино» (ЧУП «Сорочино»).